# Maja Ivarsson
Maja Ivarsson (Kristianstad, 1979. október 2. – ) svéd énekesnő, a The Sounds együttes frontembere, a Melodifestivalen döntőjének résztvevője 2025-ben.

## Pályafutása
A The Sounds együttes 1998-ban alakult meg Helsingborgban, a gyerekkori barátok, Felix Rodriguez gitáros-énekes és Johan Bengtsson basszusgitáros kezdeményezésére, akik később Fredrik Nilsson dobost is meghívták a zenekarba. Maja Ivarsson középiskolás évei alatt ismerkedett meg a zenekarral, amikor Felix Rodriguez osztálytársa lett. Mivel Maja gyakran énekelt az iskolában, és feltűnő megjelenése volt, Felix felkérte, hogy csatlakozzon a zenekarhoz azzal a feltétellel, hogy vállalja az énekesi szerepet. Bár Maja kezdetben nem rajongott az ötletért, végül csatlakozott a bandához. A zenekar utolsó és legfiatalabb tagja Jesper Anderberg lett, akivel a Hultsfred Fesztiválon találkoztak véletlenül, majd meghívták, hogy csatlakozzon hozzájuk.
A The Sounds aktív turnézó zenekar, különösen az Amerikai Egyesült Államokban. Első turnéjukra, a 2003-as Living in America című slágerük és az azonos című album megjelenése után került sor, bár a turnézási körülményeik messze voltak a dal videóklipjének népszerűségétől. Többször felléptek Finnország három nagyvárosában (Turku, Tampere és Helsinki), de 2006 őszén további helyeken is bemutatkoztak. Ezt követően nemzetközi turnéra indultak, és 2007-ben Portugáliában is felléptek. 2008-ban kezdték meg európai és észak-amerikai turnéjukat, amely 2009 nyarán ért véget. Ugyanebben az évben a No Doubt együttes amerikai turnéján a Paramore mellett előzenekarként léptek fel. Ez jelentős ismertséget hozott számukra, különösen a Myspace, a Twitter és a Street Team platformokon. A turné állomásainak többségén a No Doubt előtt léptek színpadra, de néhány önálló koncertjükön a Hey Champ volt az előzenekaruk. A The Sounds 2009-ben saját amerikai turnéra indult, ahol a Semi Precious Weapons és a Foxy Shazam voltak a vendégzenekarok, majd Európában is turnéztak Matt & Kimmel, hogy népszerűsítsék Crossing the Rubicon című albumukat.
2002-ben Maja Ivarsson Andreas Mattsonnal együttműködve elkészítette a Free Free Free című dalt, amely a német Big Girls Don't Cry című film zenéjében kapott helyet.
2006-ban Ivarsson közreműködött a Cobra Starship Snakes on a Plane (Bring It) című kislemezén és videoklipjében, amely a Snakes on a Plane című film hivatalos dala volt. A film széles körű reklámkampányának köszönhetően Ivarsson és zenekara jelentős ismertségre tett szert, különösen az Amerikai Egyesült Államokban.
2011 márciusában Ivarsson részt vett egy promóciós kampányban, amelyet az amerikai Sebastian Professional hajápolási márka szervezett. Korábban divatvilággal kapcsolatos eseményeken is megjelent, például 2011 januárjában a Berlini Divathéten, ahol a The Sounds egy német divatmárka bemutatóján lépett fel.
Ivarsson közreműködött az Alice in Videoland együttes We Are Rebels című dalában, amely a 2008-as She's A Machine! albumon jelent meg, valamint az All Time Low Guts című számukban a 2011-es Dirty Work albumon. 2012-ben Felix Cartallal dolgozott együtt a Tonight című dalon, amely a Different Faces albumon kapott helyet, valamint Andreas Kleeruppal közösen énekelt az As If We Never Won című EP-n.
2024. november 26-án jelentette be az SVT, hogy az énekesnő bejutott a versenydalával a Melodifestivalen következő évi mezőnyébe. A Kamikaze Life című dalt először a február 1-jén rendezett első elődöntőben adta elő Luleåban, ahonnan a második helyen továbbjutott a március 8-i döntőbe. Itt 32 pontot sikerült összegyűjtenie (2-t a nemzetközi zsűriktől és 30-at a nézőktől kapott), mellyel összesítésben a tizenegyedik helyen végzett.

## Diszkográfia

### Kislemezek
- 2012: Mitt bästa for dig
- 2012: Norrländska präriens gudinna
- 2013: Want Ya!
- 2025: Kamikaze Life